# Spongaobaria neblinensis
Spongaobaria neblinensis is een hooiwagen uit de familie Cosmetidae. De wetenschappelijke naam van de soort werd gepubliceerd door González-Sponga.